# Борянка Симічевич
Борянка Симічевич (Borjanka Simicevic) — чорногорська дипломатка. Персона нон ґрата в Росії (2022). Надзвичайний і Повноважний Посол Чорногорії в Україні (з 2024).

## Життєпис
У 2018 році директорка Директорату Міністерства закордонних справ Чорногорії. Працювала на посаді другого секретаря у посольстві Чорногорії в Будапешті. До 2022 року була радником посольства Чорногорії в Російській Федерації. 25 березня 2022 року МЗС РФ оголосило її персоною нон грата У 2024 році — Тимчасова повірена у справах Чорногорії в Україні.
З 6 вересня 2024 — Надзвичайний і Повноважний Посол Чорногорії в Україні.
12 вересня 2024 року вручила копії вірчих грамот Заступнику міністра закордонних справ України Євгену Перебийносу.
25 жовтня 2024 року — вручила вірчі грамоти Президенту України Володимиру Зеленському.